# Martín Caballero
Martín Caballero, vollständiger Name Diego Martín Caballero Manzanares, (* 13. Juni 1991 oder 16. Juni 1991) ist ein uruguayischer Fußballspieler.

## Karriere

### Verein
Der 1,72 Meter große Defensivakteur Caballero besitzt die uruguayische Staatsangehörigkeit, wuchs aber im argentinischen Tablada auf und durchlief ab dem fútbol 5 die Jugendmannschaften von Nueva Chicago. Im Mai 2012 unterschrieb er seinen ersten Profivertrag. Er steht mindestens seit der Spielzeit 2012/13 in Reihen des Profi-Kaders von Nueva Chicago. In jener Saison wurde er 16-mal in der Primera B Nacional eingesetzt. Mindestens im Jahr 2012 war er begleitend ebenfalls als Trainer der Jugendmannschaften der Geburtsjahrgänge 2003 und 2006 tätig. Auch in der Spielzeit 2013/14 lief er in 25 Ligapartien der Primera B Metropolitana auf. Seine Mannschaft beendete die Saison als Meister. Nach dem Aufstieg und der damit verbundenen Rückkehr in die Primera B Nacional kam er dort 2014 in fünf Partien zum Einsatz. 2015 mit dem Klub in der Erstklassigkeit angekommen, bestritt er 2016 sechs Begegnungen in der Primera División. Ein Ligator erzielte er in seiner Zeit bei Nueva Chicago nicht. Mitte Februar 2016 wechselte er nach Spanien zum FC Girona. Bislang (Stand: 2. Juli 2017) werden dort keine Einsätze für ihn geführt.

### Erfolge
- Meister der Primera B Metropolitana: 2013/14